# Newcastle Red Bulls
Die Newcastle Red Bulls sind ein englischer Rugby-Union-Verein aus Newcastle upon Tyne, der in der höchsten Liga, der Gallagher Premiership, vertreten ist. Die Heimspiele werden im Stadion Kingston Park ausgetragen.

## Geschichte
Im Jahr 1877 gründete eine Gruppe ehemaliger Internatsschüler der Durham School den ursprünglichen Gosforth Rugby Club. Dieser besaß aber keine eigenen Spielfelder und musste immer wieder auf neue Mietfelder umziehen. Eine Spendenaktion brachte 1951 genug Geld ein, um an der North Road ein vereinseigenes Gelände erwerben zu können. Darauf entstand bis 1955 ein Stadion. Eine sehr erfolgreiche Zeit hatte der Verein in den 1970er Jahren mit dem Gewinn des Pokalwettbewerbs John Player Cup 1976 und 1977. Über die Jahrzehnte stellte Gosforth zahlreiche Spieler der englischen Nationalmannschaft und der British and Irish Lions.
1990 zog der Verein von der North Road an den heutigen Standort und änderte seinen Namen in Newcastle Gosforth. Der Geschäftsmann John Hall gründete den Newcastle Sporting Club, um professionelle Mannschaften verschiedener Sportarten in Newcastle unter einer Dachorganisation zu vereinen. Zuerst übernahm er Newcastle United (Fußball), später kamen Newcastle Eagles (Basketball), Newcastle Vipers (Eishockey), und schließlich 1996 Newcastle Gosforth hinzu. Der Rugbyverein änderte zugleich seinen Namen in Newcastle Falcons und ersetzte die traditionellen Clubfarben Grün-Weiß durch Schwarz-Weiß.
1997 stieg die Mannschaft in die höchste Liga auf und bereits im darauf folgenden Jahr wurden die Falcons englischer Meister. Diesen Erfolg konnten sie allerdings bis heute nicht wiederholen. Allerdings gewannen sie zweimal den Pokalwettbewerb Powergen Cup; 2001 besiegten sie im Finale die Harlequins, 2004 die Sale Sharks. 2012 mussten die Falcons absteigen, ein Jahr später gelang ihnen der Wiederaufstieg. 2019 stieg man erneut ab.
Am 12. August 2025 übernimmt die Red Bull GmbH alle Anteile des Vereins. Das Team wurde somit auch in "Newcastle Red Bulls" umbenannt.

## Erfolge
- Meister Premiership: 1998
- Sieger Anglo-Welsh Cup: 1976, 1977, 2001, 2004
- Finalist Anglo-Welsh Cup: 1999
- Meister Division Two/Championship: 1993, 2013

## Bekannte ehemalige Spieler
- Rob Andrew
- Gary Armstrong (Schottland)
- Matt Burke (Australien)
- Colin Charvis (Wales)
- Martin Corry
- Owen Finegan (Australien)
- Toby Flood
- George Graham (Schottland)
- Stuart Grimes (Schottland)
- Carl Hayman (Neuseeland)
- Pat Lam (Samoa)
- Rory Lawson (Schottland)
- Filipo Levi (Samoa)
- Tom May
- Euan Murray (Schottland)
- Jamie Noon
- Geoff Parling
- Semo Sititi (Samoa)
- Arthur Smith (Schottland)
- Peter Stringer (Irland)
- Alan Tait (Schottland)
- Mathew Tait
- Tony Underwood
- Tim Visser (Schottland)
- Peter Walton (Schottland)
- Doddie Weir (Schottland)
- Jonny Wilkinson